# Antique (popgroep)

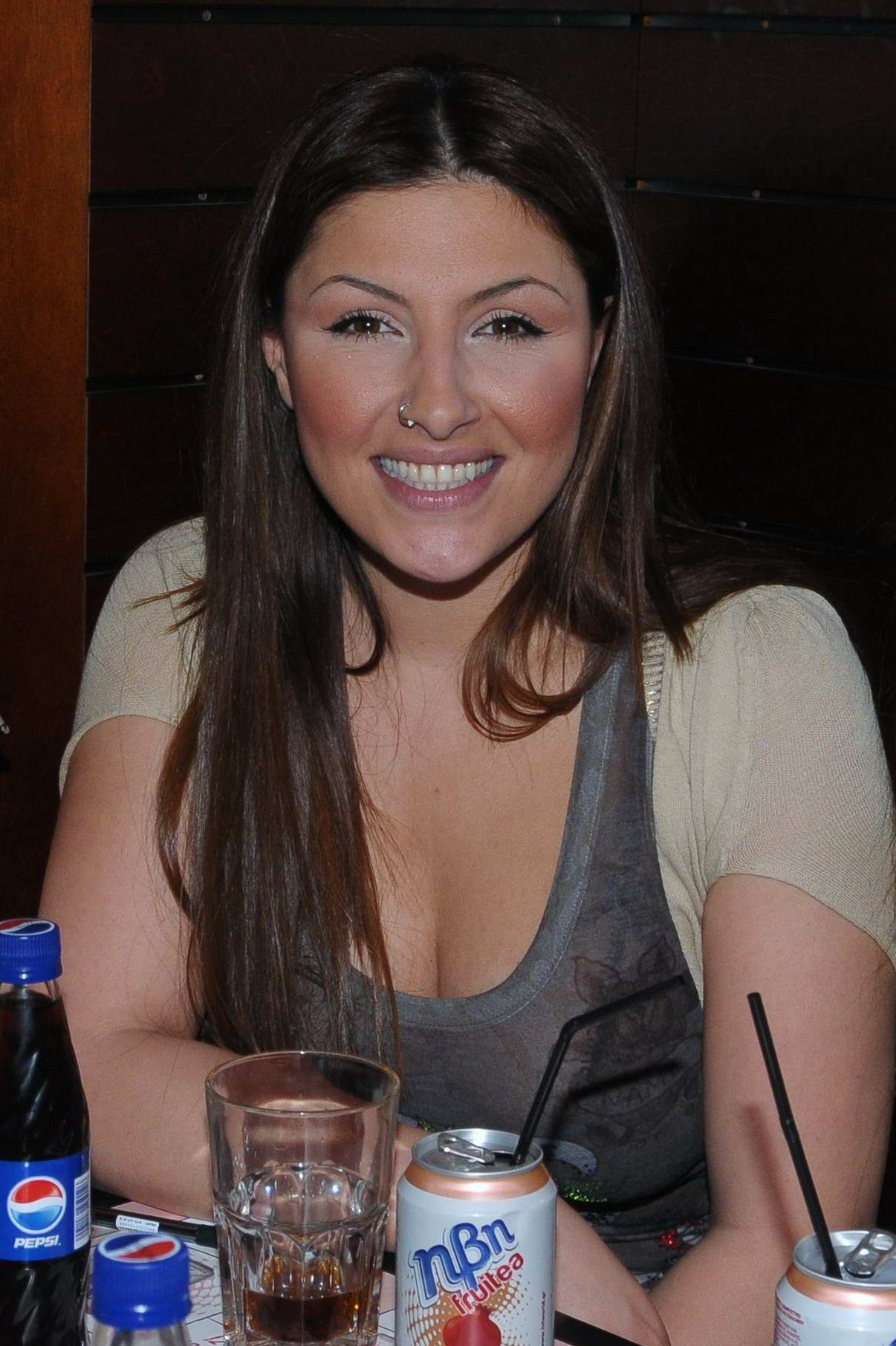
Helena Paparizou

Antique was een Griekse-Zweedse popgroep. De groepsleden waren Helena Paparizou en Nikos Panagiotidis (Grieks: Νίκος Παναγιωτίδης). Ze werden beiden in Zweden geboren, uit Griekse ouders. Ze waren de eerste groep die genomineerd werd voor een Zweedse Grammy in de categorie 'Moderne Dance' (met een Grieks nummer). Het duo is geen koppel, maar zijn enkel goede vrienden. Ze groeiden beiden op in Göteborg.
Hun eerste single Opa Opa kwam in de top 5 van de Zweedse hitlijst en in de top 10 van de Scandinavische hitlijst. Er werden 60 000 exemplaren van verkocht, waardoor Antique platina kreeg. Het was het eerste lied in het Grieks gezongen dat zo hoog in de Zweedse charts kwam en het was een zomerhit, ook de opvolger Dinata Dinata was een succes.
Helena Paparizou spreekt vloeiend Engels, Grieks en Zweeds en heeft ook Frans en Spaans gestudeerd.
In 2001 vertegenwoordigden ze hun vaderland op het Eurovisiesongfestival, Helena werd al snel Miss Eurovision genoemd. Ze zongen de strofen in het Grieks en het refrein in het Engels. Ze waren een van de favorieten en werden uiteindelijk derde. Ze kregen bovendien van alle jury's punten.
In 2003 ging Paparizou solo. In 2005 won ze het songfestival.

## Discografie

### Albums
- 1999 -Mera Me Ti Mera
- 2001 -Die For You
- 2002 -Alli Mia Fora
- 2003 -Me Logia Ellinika
- 2003 -Blue Love
- 2003 -Very Best Of

### Singles
- 1999 -Opa Opa
- 1999 -Dinata Dinata
- 2000 -Mera Me Ti Mera
- 2001 -Die For You
- 2001 -Ligo Ligo
- 2001 -Why
- 2002 -Moro Mou
- 2002 -Alli Mia Fora
- 2003 -Follow Me(O Ti Thelis)
- 2003 -Me Logia Ellinika
- 2003 -Kainourgia Agapi
- 2003 -Time To Say Goodbye
- 2003 -List Of Lovers

1974: Marinella · 
1976: Mariza Koch · 
1977: Pascalis, Marianna, Robert & Bessy · 
1978: Tania Tsanaklidou · 
1979: Elpida · 
1980: Anna Vissi & Epikouri · 
1981: Yiannis Dimitras · 
1983: Kristi Stassinopoulou · 
1985: Takis Biniaris · 
1987: Bang · 
1988: Afroditi Frida · 
1989: Mariana Efstratiou · 
1990: Christos Callow & Wave · 
1991: Sophia Vossou · 
1992: Cleopatra · 
1993: Katerina Garbi · 
1994: Kostas Bigalis & The Sea Lovers · 
1995: Elina Konstantopoulou · 
1996: Mariana Efstratiou · 
1997: Marianna Zorba · 
1998: Thalassa · 
2001: Antique · 
2002: Michalis Rakintzis · 
2003: Mando · 
2004: Sakis Rouvas · 
2005: Elena Paparizou · 
2006: Anna Vissi · 
2007: Sarbel · 
2008: Kalomira · 
2009: Sakis Rouvas · 
2010: Giorgos Alkaios & Friends · 
2011: Loukas Giorkas feat. Stereo Mike · 
2012: Eleftheria Eleftheriou · 
2013: Koza Mostra feat. Agathonas Iakovidis · 
2014: Freaky Fortune feat. RiskyKidd · 
2015: Maria Elena Kiriakou · 
2016: Argo · 
2017: Demy · 
2018: Gianna Terzi · 
2019: Katerine Duska · 
2021: Stefania · 
2022: Amanda Tenfjord · 
2023: Victor Vernicos · 
2024: Marina Satti · 
2025: Klavdia